# Henric I, Rege romano-german
Henric I supranumit Păsărarul (în germană: Heinrich der Finkler sau Heinrich der Vogler, în latină: Henricius Auceps); (n. 876 d.Hr., Saxonia-Anhalt, Germania – d. 2 iulie 936 d.Hr., Memleben, Saxonia-Anhalt, Germania), a fost duce al Saxoniei din 912 și rege al Franciei Răsăritene din 919, primul reprezentant al dinastiei Ottoniene.
Fiul lui Otto I, duce al Saxoniei, Henric s-a născut la Memleben. În 906 s-a căsătorit cu Hatheburg, fiica lui Erwin, conte de Merseburg, de care s-a despărțit în 909 deoarece ea se călugărise după moartea primului ei soț, iar căsătoria era considerată ilegitimă. Din acest mariaj a avut un fiu, pe nume Thankmar. În același an s-a căsătorit cu Matilda de Ringelheim, fiica lui Dietrich, conte de Westfalia. De la ea a avut un fiu, tot cu numele de Otto, și două fete, Hadviga și Gerberga.

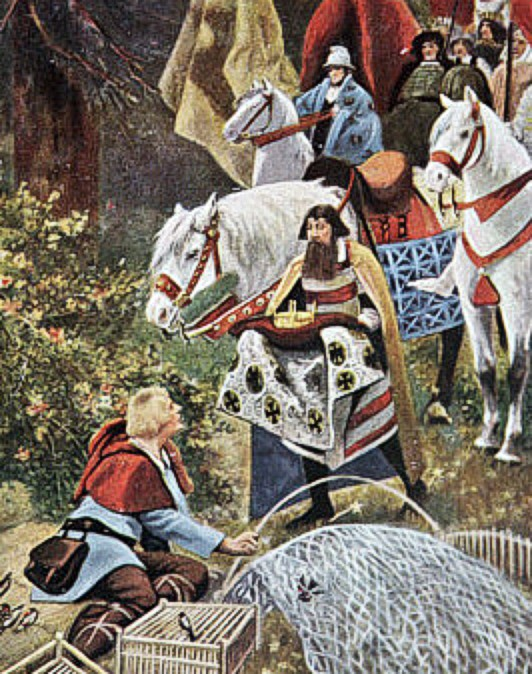
Henric este întâlnit de către o delegație, care îi oferă coroana în timp ce prindea păsări. Ilustrație de Hermann Vogel din 1900.

Henric a devenit duce al Saxoniei la moartea tatălui său în 912. El s-a aflat în conflict cu regele Conrad I între anii 912 - 915 pentru stăpânirea Thuringiei. Cu toate acestea, Conrad l-a numit de pe patul de moarte, în 918, pe Henric drept succesorul său la tron. Îl considera pe acest aprig dușman al lui drept singurul om capabil să țină în mână regatul Franciei Răsăritene în fața răscoalelor marilor feudali, precum și în fața năvălirii triburilor maghiare. Alegerea sa a fost confirmată în mai 919 de către nobilii saxoni și franconi, dar respinsă de șvabi, iar bavarezii au ales în locul său un alt rege. Henric s-a războit cu ei timp de doi ani până când i-a îngenuncheat. Cu toate acestea, ducii și-au păstrat o relativă independență, mai cu seamă ducele Bavariei, datorită faptului că Henric era silit în același timp să țină piept și invaziilor maghiare. Presiunea acestora era atât de puternică încât Henric și-a dat seama că nu-i va putea răzbi pe calea armelor. Prin urmare, în 924 el acceptă, în schimbul unui armistițiu, să le plătească tribut maghiarilor  timp de nouă ani (924–933). Regele a acceptat această umilință pentru a avea timp să-și fortifice regatul. În acest timp el a construit o serie de centre fortificate (burguri) împrejmuite de ziduri și canale, la care localnicii lucrau în permanență și a organizat o nouă cavalerie de elită, dotată cu armuri grele și antrenată în luptele cu diferite triburi slave. Astfel, cu ajutorul noii sale armate, Henric a cucerit pe Hevelii și Daleminzi, în 928, și a suprimat o revoltă în Boemia, în 929. Când s-a terminat armistițiul în 933, regele a refuzat să mai plătească tribut maghiarilor și s-a pregătit de război. La 15 martie 933, Henric a repurtat o mare victorie asupra maghiarilor în bătălia de la Riade. După această înfrângere, triburile maghiare n-au mai năvălit în regatul Franciei Răsăritene cât a mai domnit Henric. Ultima lui campanie a avut loc în 934 când a invadat Danemarca, ocupând Schleswig și încorporându-l în regatul său.
Regele Henric I a murit în vara lui 936 la castelul din Memleben, lăsând fiului său Otto un regat unit și puternic, sub domnia căruia va lua naștere Sfântul Imperiu Roman.